# Henotheismus
Unter Henotheismus (altgriechisch εἷς heîs „einer“, Gen. ἑνός henós, und θεός theós „Gott“) – auch als Summodeismus bezeichnet – versteht man die besondere Verehrung einer Gottheit, die für einen begrenzten Zeitraum aus einer ethnischen Götterwelt ausgewählt wurde. Insofern wird die Verehrung anderer untergeordneter Götter nicht wie im Monotheismus der abrahamitischen Religionen prinzipiell ausgeschlossen.
Ein ähnlicher Begriff ist Monolatrie: die Verehrung einer Stammesgottheit ohne zeitliche Begrenzung.
Der Begriff Henotheismus wurde von Friedrich Wilhelm Joseph Schelling eingeführt und vom Indologen Friedrich Max Müller (1823–1900) popularisiert.

## Allgemeine Interpretation
Der Henotheismus wird oft als eine Sonderform der Polylatrie (bzw. des Polytheismus) betrachtet, vor allem im Hinduismus und in einigen ethnischen Religionen; zugleich gilt er als Zwischenschritt zwischen Polytheismus und Monotheismus – zunächst wählt man aus dem Pantheon eine Gottheit aus, zu der man in eine besonders enge Beziehung tritt, diese wird dann bald als besonders mächtig angesehen, bis schließlich den übrigen Göttern ihre Göttlichkeit abgesprochen wird.
Als henotheistisch können (nach einer von mehreren bislang gleichberechtigten Theorien der Ägyptologen) vielleicht auch die Bestrebungen des Pharaos Echnaton gelten, den Sonnengott Aton als höchsten und allen anderen Göttern überlegenen Gott zu etablieren; ähnliche Tendenzen weist auch der spätantike römische Sonnenkult auf, wie ihn etwa Kaiser Aurelian einführte und Julian wieder aufnehmen wollte. Siehe auch abrahamitische Religionen und mythisch-theistische Religionen.

## Nach Friedrich Max Müller
Friedrich Max Müller beschrieb den Henotheismus im Zusammenhang mit der indischen Religion: „Wenn ein Mensch von einer überwältigenden, transzendenzeröffnenden Erscheinung getroffen wird, dann verehrt er diese als Gott, und zwar als einzigen und höchsten Gott. Diese Verehrung ist ganz situationsbezogen: Wenn sich die Erscheinung verliert, dann verliert sich auch das entsprechende religiöse Wesen in seiner Einzigartigkeit. Der Gott hat also noch keine Konstanz.“  Damit tritt der Henotheismus nach Müller entwicklungsgeschichtlich vor dem Polytheismus auf.